# Hököpinge
Hököpinge är en tätort på Söderslätt i Vellinge kommun i Skåne län, 2–3 kilometer norr om centrala Vellinge.
Öster om Hököpinge ligger småorten Hököpinge kyrkby.

## Befolkningsutveckling
| Befolkningsutvecklingen i Hököpinge 1960–2020 | Befolkningsutvecklingen i Hököpinge 1960–2020 | Befolkningsutvecklingen i Hököpinge 1960–2020 | Befolkningsutvecklingen i Hököpinge 1960–2020 | Befolkningsutvecklingen i Hököpinge 1960–2020 |
| --------------------------------------------- | --------------------------------------------- | --------------------------------------------- | --------------------------------------------- | --------------------------------------------- |
|                                               |                                               |                                               |                                               |                                               |
| År                                            |                                               |                                               | Folkmängd                                     | Areal (ha)                                    |
| 1960                                          | 1960                                          |                                               | 440                                           |                                               |
| 1965                                          | 1965                                          |                                               | 465                                           |                                               |
| 1970                                          | 1970                                          |                                               | 412                                           |                                               |
| 1975                                          | 1975                                          |                                               | 393                                           |                                               |
| 1980                                          | 1980                                          |                                               | 414                                           |                                               |
| 1990                                          | 1990                                          |                                               | 499                                           | 58                                            |
| 1995                                          | 1995                                          |                                               | 781                                           | 62                                            |
| 2000                                          | 2000                                          |                                               | 889                                           | 62                                            |
| 2005                                          | 2005                                          |                                               | 923                                           | 65                                            |
| 2010                                          | 2010                                          |                                               | 1 105                                         | 66                                            |
| 2015                                          | 2015                                          |                                               | 1 164                                         | 85                                            |
| 2020                                          | 2020                                          |                                               | 1 370                                         | 87                                            |
|                                               |                                               |                                               |                                               |                                               |

## Samhället
I orten finns främst äldre bebyggelse längs små bygator. I tätortens norra utkant ligger dock nyare femvåningshus byggda på 90-talet i "bruksstil" vid det tidigare sockerbruket. Under 2006 färdigställdes två helt nya hus, så kallade "borgar", i bruksparken och 2007 tillkom ytterligare två likadana. I Hököpinge finns även en godisfabrik.

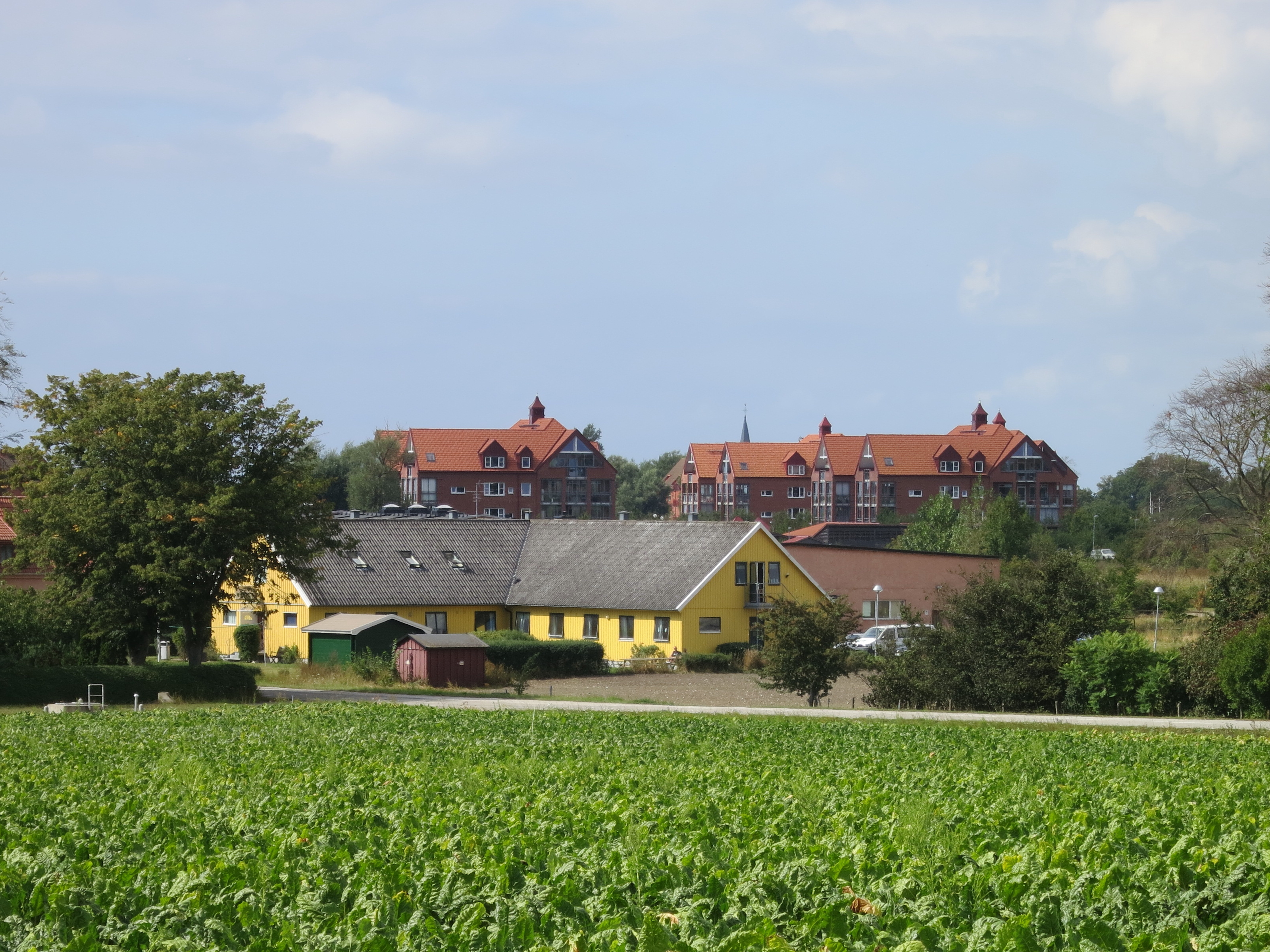
Hököpinge
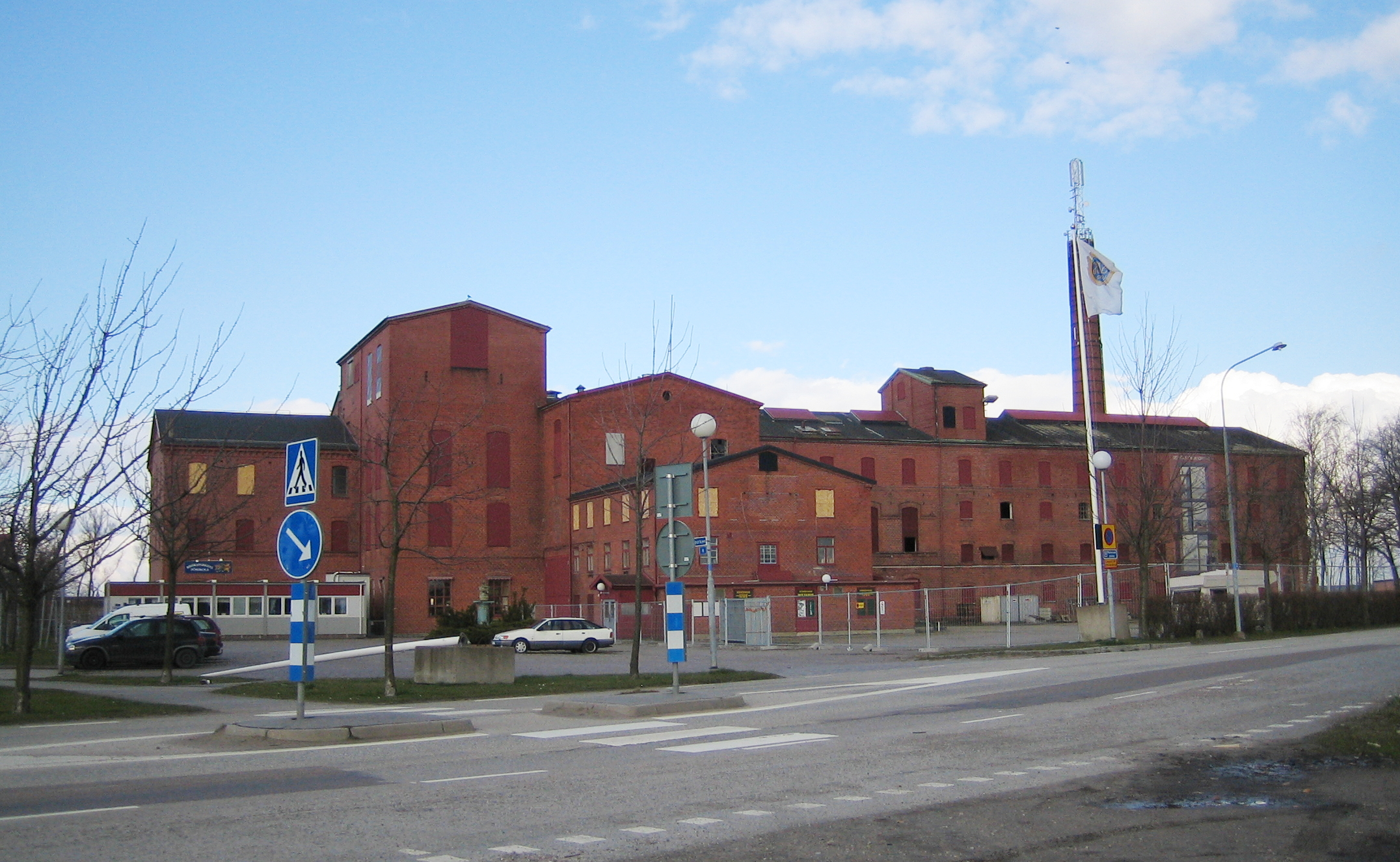
Den gamla sockerfabriken
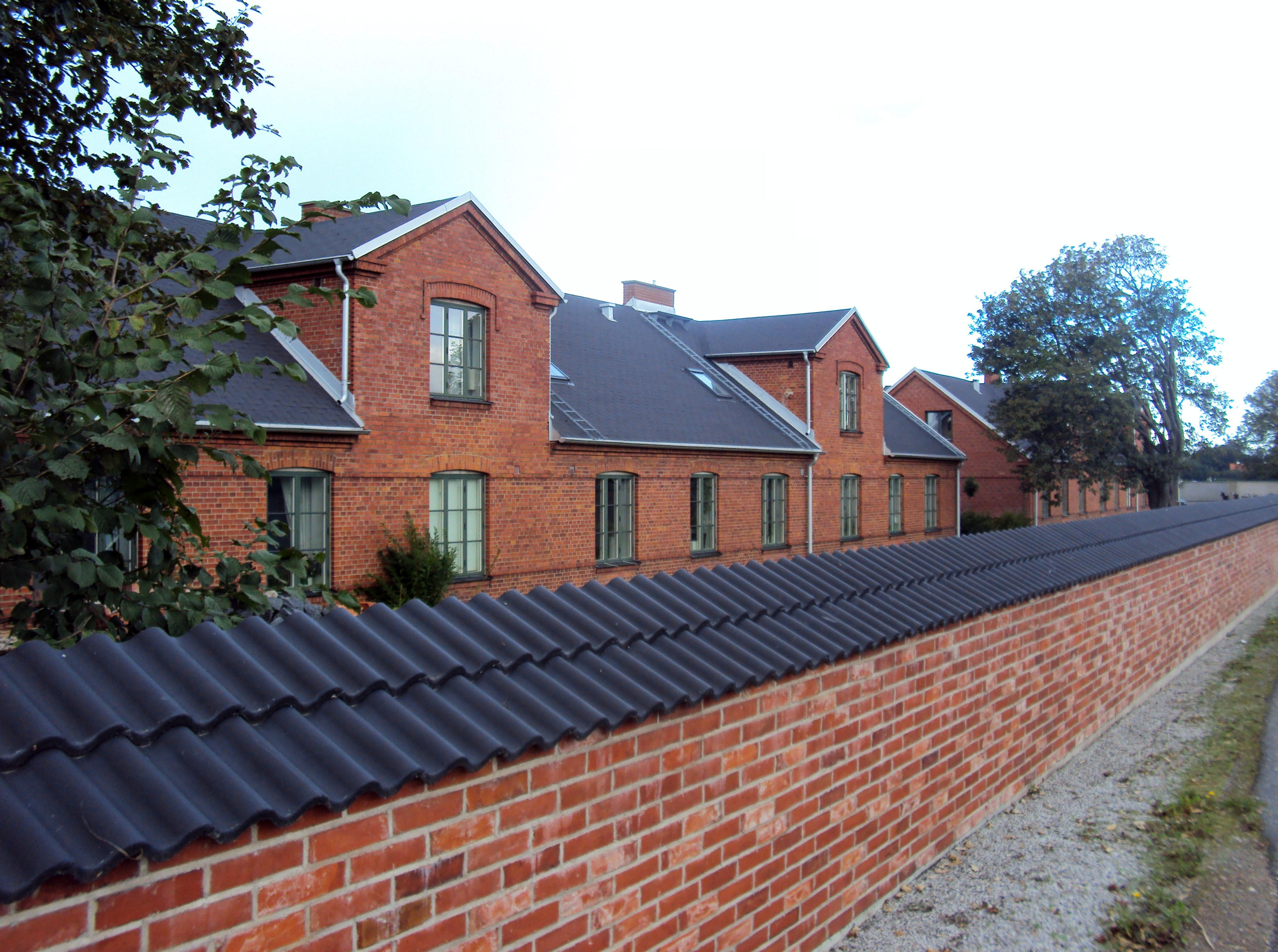
Fd. statarlänga
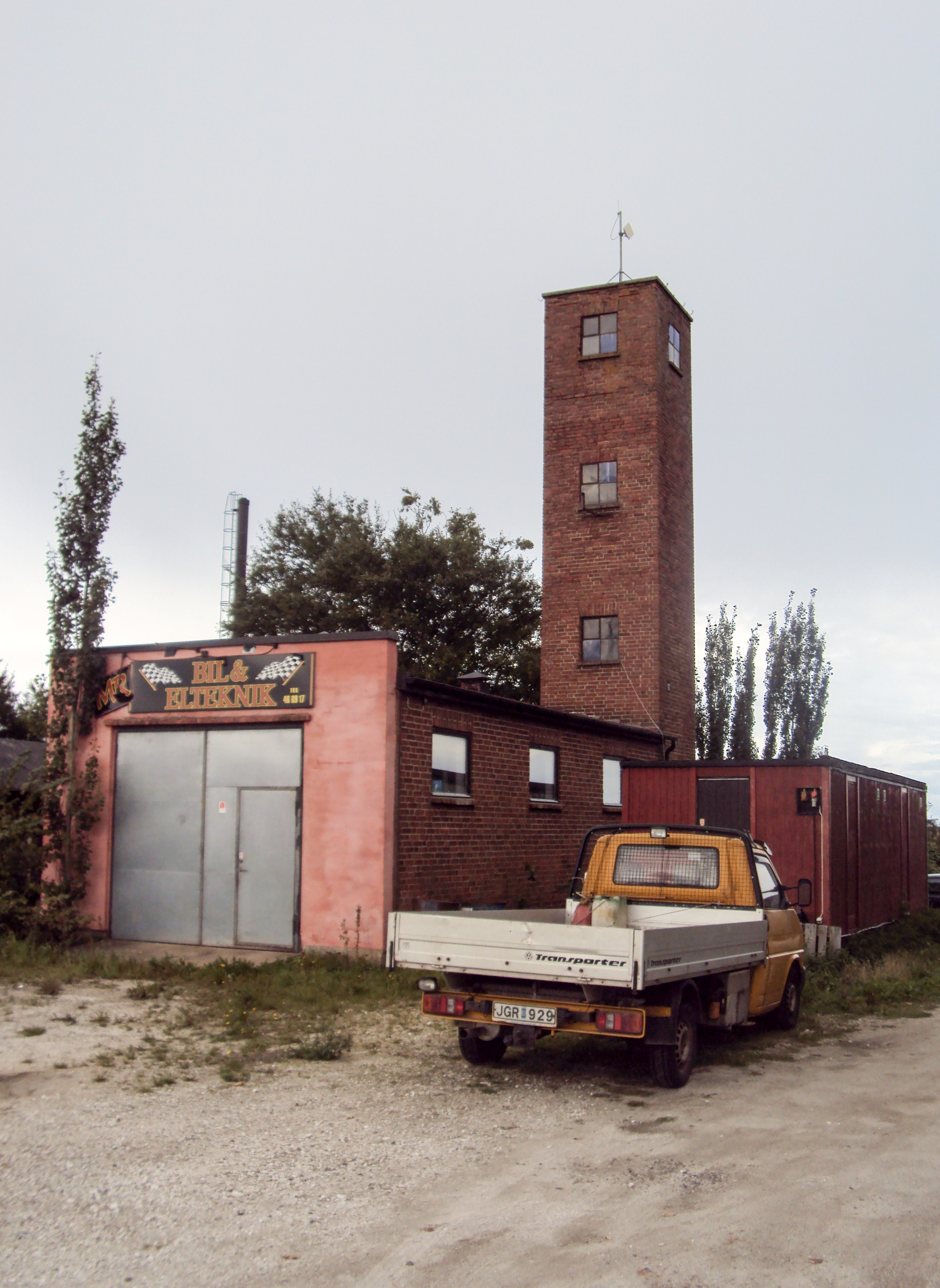
Gamla brandstationen